# Церковь Троицы Живоначальной (Безводное)
Церковь Троицы Живоначальной — храм Нижегородской епархии Русской православной церкви, расположенный в селе Безводное Кстовского района Нижегородской области. Памятник архитектуры регионального значения.
Храм каменный, трёхпрестольный. Центральный престол освящён во имя Пресвятой Троицы, правый — в честь Покрова Пресвятой Богородицы, левый — во имя святителя Николая Чудотворца. К приходу церкви относится село Безводное, деревни Михальчиково и Карабатово.

## История
Храм построен в 1890-х годах на пожертвования местных жителей и освящён в 1894 году епископом Нижегородским и Арзамасским Владимиром. В 1937 году храм закрыт советской властью. В дальнейшем в здании размещалось зернохранилище и гараж сельскохозяйственной техники.
В 1988 году храм возвращён верующим. С 1989 года в нём возобновились богослужения. 6 февраля 1993 года центральный престол освящён митрополитом Нижегородским и Арзамасским Николаем. В том же году открыта воскресная школа для детей. С 1989 по 2005 год настоятелем был отец Лев Юшков.